# Werner vom Scheidt
Werner vom Scheidt (* 16. November 1894 in Großblittersdorf, Elsaß-Lothringen; † 3. Mai 1984 in Bad Bergzabern) war ein deutscher Maler und Grafiker.

## Leben

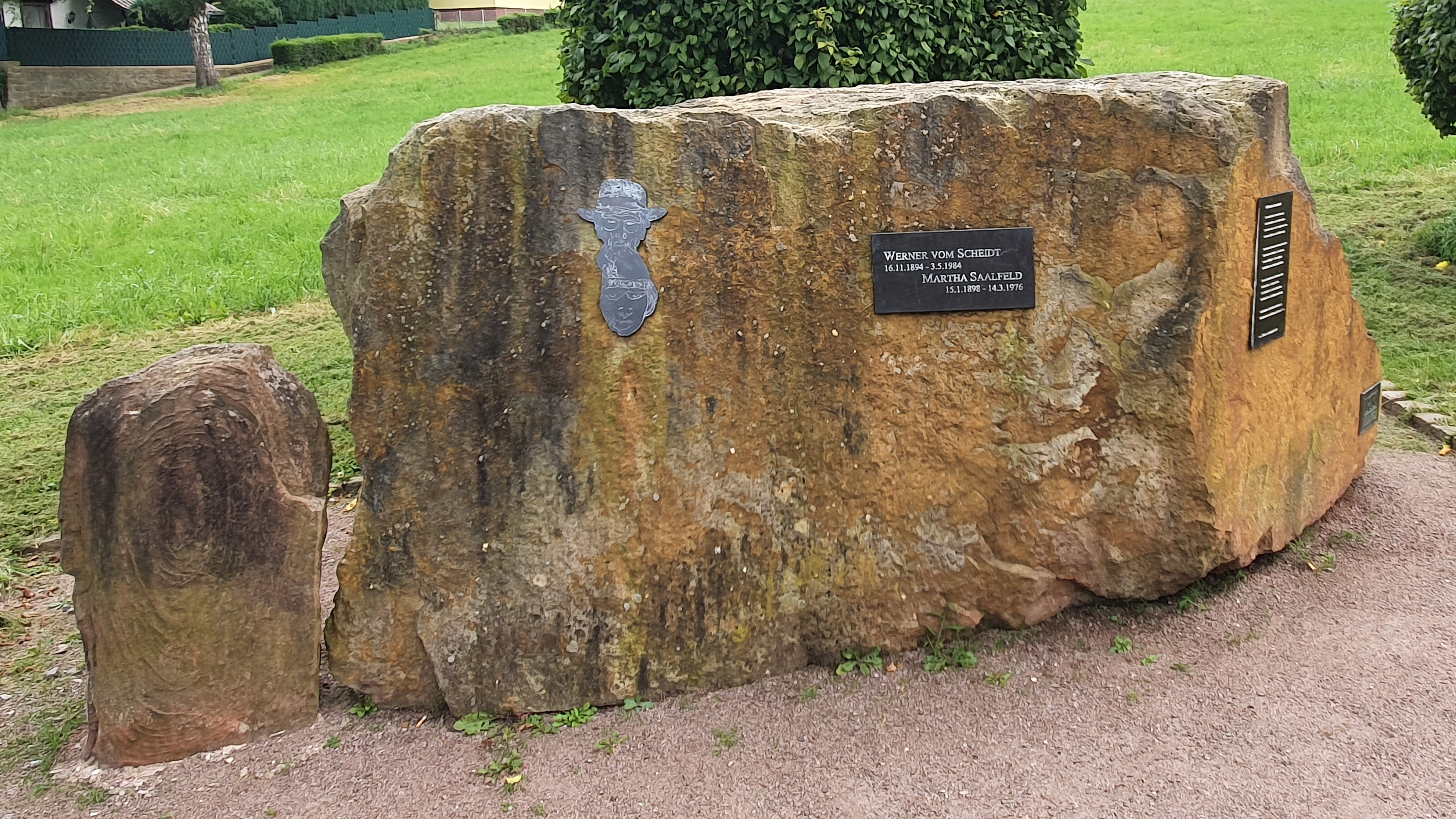
Denkmal von Werner vom Scheidt und Martha Saalfeld im Kurpark von Bad Bergzabern

Werner vom Scheidt wurde 1894 in Lothringen als Sohn eines Fabrikanten geboren. Ab 1919 studierte er in Heidelberg Nationalökonomie. In den 1920er Jahren wurde er künstlerisch tätig. Schon früh beschäftigte er sich mit russischer Literatur, später illustrierte er Werke von Gogol und Turgenjew. 1928 heiratete vom Scheidt die Schriftstellerin Martha Saalfeld; die Ehe blieb kinderlos. Von 1930 bis 1932 wirkte er bei Alexander Kanoldt in Garmisch. 1937 übersiedelten sie nach Düsseldorf und 1939 nach Babenhausen. Ein Veröffentlichungsverbot für Martha Saalfeld zwingt diese in den Apothekerberuf zurück. 1948 zog er mit seiner Frau nach Bad Bergzabern, sie bezogen dort eine Villa in der Zeppelinstr. 13. Von Werner vom Scheidt sind ca. 1500 graphische Werke erhalten, die in vielen Museen, z. B. der Pfalzgalerie Kaiserslautern, zu sehen sind. Er ist bekannt für seine Erfindung des „Kordeldrucks“ mit vielen Darstellungen von Blumen, Tieren und Porträts. Im Museum der Stadt Bad Bergzabern wurde eine Gedächtnisstätte und ständige Ausstellung für Werner vom Scheidt und Martha Saalfeld eingerichtet. Im Kurpark wurde ein Weg nach ihnen benannt.

## Auszeichnungen
- Ehrenbürger von Bad Bergzabern (1979)
- Max-Slevogt-Medaille (1974)
- Ehrenmedaille des Bundesverbandes bildender Künstler in Rheinland-Pfalz
- Ehrenmitglied der Arbeitsgemeinschaft Pfälzer Künstler